# 聖ベネディクトゥス戒律

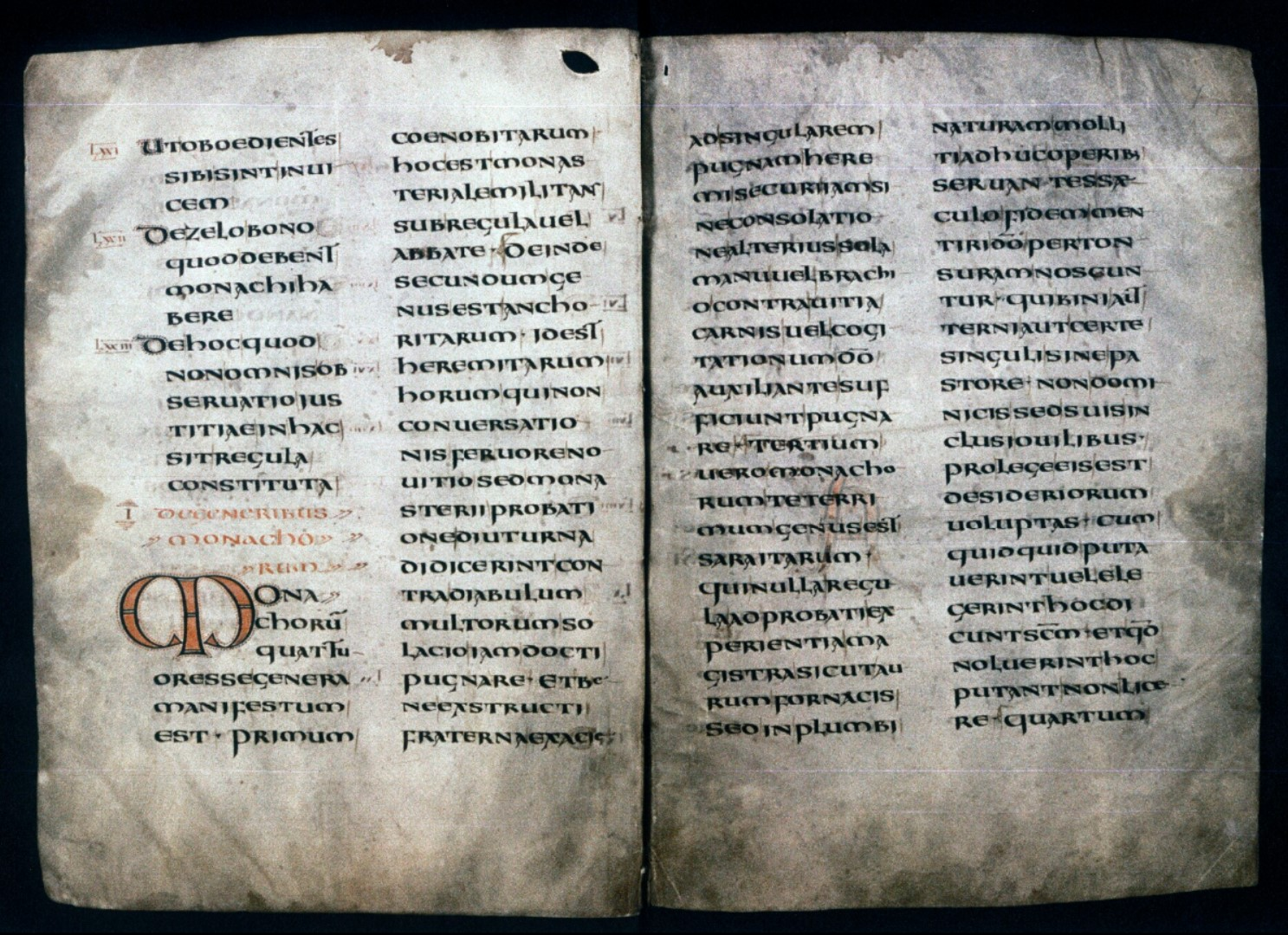
聖ベネディクトゥス戒律の写本、ボドリアン図書館所蔵

聖ベネディクトゥス戒律（せいベネディクトゥスかいりつ、ラテン語:Regula Sancti Benedicti）、または聖ベネディクトの会則は、540年ごろにヌルシアのベネディクトゥスによって著されたとされる、修道院長が修道士を管理するための戒律である。全73章から構成される。
過度な禁欲や修行を制限する「分別」の精神を示し、簡潔かつ体系的な文章で構成されたこの戒律は、カール大帝以降の西欧修道院において唯一の修道院戒律として遵守された。そして12世紀まで、西ヨーロッパ全ての修道院においてこの戒律を基盤とする修道制が展開された。この功績により、著者のベネディクトゥスは「西ヨーロッパ修道士の父」とも称されている。
他にも定住と服従に基づく祈りの共同生活や「祈り、働け」のモットーを提唱した戒律として知られ、現在もベネディクト会系やシトー会系の修道院では、聖ベネディクトゥス戒律が修道生活の指針として利用されている。

## 成立

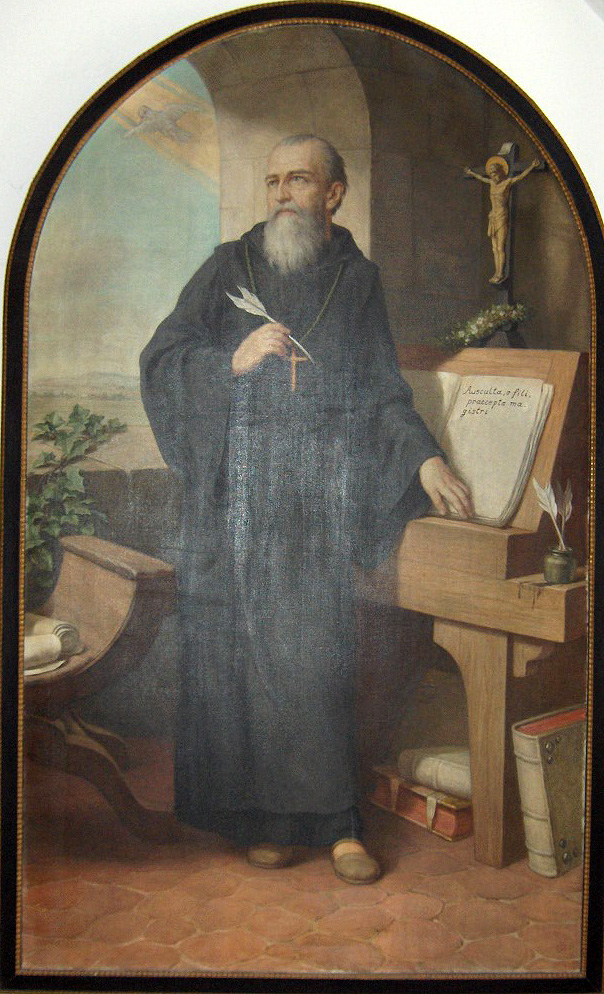
戒律を記す聖ベネディクトゥス

500年ごろ、ヌルシアのベネディクトゥスは、ローマでの学生生活の快適さを捨てて、孤独の中で神を探し求め、スビアーコに移住した。彼の神聖さの評判を妬み、殺そうとした近隣の司祭から逃れ、529年ごろに数人の弟子とともにモンテ・カッシーノに撤退した。
「聖ベネディクトゥス戒律」（以下、「戒律」）は540年ごろ、モンテ・カッシーノにて書かれたと考えられている。しかし、「戒律」誕生の過程について、具体的な事柄はほとんど判明していない。ただその内容については、6世紀初頭にローマで記された「師父たちの戒律」を主に引用、要約して作られたという見解が一般的になっている。全ての内容の4分の3は「師父たちの戒律」の内容に沿っているとも言われる。また、そのころの修道院には統一した生活規範は無く、バシリウス、カッシアヌス、パコミウス、アウグスティヌスら東西様々な規則が混交して使用されていた。ベネディクトゥスはこれら教父の戒律にも造詣が深く、それらも参考にしたと考えられている。
著者についてもベネディクトゥスではなくカッシオドルスが「戒律」を著したという見解、それに否定的な見解、など様々な学説があり、現在も定説には至っていない。ただ、「戒律」の全73章が一度に書き下ろされたのではなく、逐次追加されたものであることは確かであり、ベネディクトゥスが全てを著したということはあり得ないようである。
原本は580年のランゴバルド人によるモンテ・カッシーノ破壊の後ローマへと持ち出され、その後一旦はモンテ・カッシーノに返還された。しかし883年のサラセン人侵攻によりテアノへ持ち出され、896年に焼失する。カール大帝はその写本を製作し、全修道院に配布した。代表的な写本は現在もザンクト・ガレン修道院図書室、ボドリアン図書館（オックスフォード大学）に保管されている。

## 特徴
ベネディクトゥス以前、東方修道制を定式化した教えが西方に伝えられ、初期西方修道制が成立した。しかし、東方修道制に見られる過度な禁欲、定住性の欠如、団体的組織の不備は西方の慣習・気質にうまく適合しなかった。放浪修道士は社会不安の原因にもなり、5世紀には西方修道制は崩壊の危機に瀕していた。ベネディクトゥスの「戒律」は、修道院への生涯定住、それ以前までの過度な禁欲を否定する「分別」の精神、修道院長への服従を要とする共同体の理念を示し、西方修道制を救おうとするものであった。
「戒律」は厳しいものではなく、ベネディクトゥス自身の寛容さ・素朴さを反映するものである。実際にベネディクトゥスは「戒律」において、執筆目的は「いくばくのモラルと修道生活の初歩を指南するため」だとしている。厳密に礼拝や労働、読書、食事の時間を規定した一方で虚弱者、老人、子供、病人と言った弱者には寛容であり、その配慮が示された。他にもいくつかの規定では、地理的条件や季節の違いに応じた柔軟な対応を許可した。ベネディクトゥスは「戒律」が変化する様々な条件に対応できるように、ある程度の修道院長の自由な裁量を認めていたのである。「戒律」が後に西方修道院の統一規則となり、長く用いられたのも、このような柔軟という特性によるものが大きいと考えられている。
内容全体の簡潔かつ的確な表現、柔軟な「分別」の精神、定住の重視、修道院長への服従・共同典礼に基づく組織などは「戒律」の優れた独自性であり、ベネディクトゥスの伝記を著した教皇グレゴリウス1世は「戒律」を以下のように評している。

## 構成と解説

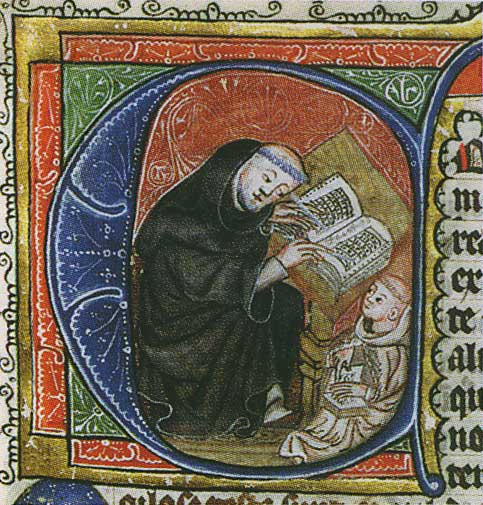
ベネディクトゥスと弟子

- 1章 この戒律が共住修道士のために書かれたことを宣言する
- 2-3章 修道院の統治・修道院長と修道士の会議について
- 4-20章 修道院での典礼・祈りといった生活について
- 21-22章 長老修道士と寝室について
- 23-30章 罰則規定について
- 31-57章 修道院内の奉仕と日常生活について
- 58-62章 新規加入者について
- 63-65章 修道院内の階層秩序について
- 66-67章 外部との関係について
- 68-72章 団体生活上の問題について
- 73章 結びの言葉と到達すべき目標について

第1章では修道士を共住修道士、隠修士、独修者、放浪者の4種類に区別する。ベネディクトゥスは後ろの2者を批判した上で、定住・共住修道士の在り方を示すことを宣言している。第2章と第3章では、修道院長が修道士・修道院を管理・指導するための心得が示される。修道士の修道院長への服従を定めた一方、修道院長が決定を下す際に修道士たちを集め、意見を聞くことを規定している。これは聖ベネディクトゥス戒律独自のもので、他の戒律には見られないものである。
第4章から7章では、修道士たちの責務、いわゆる善行、従順、沈黙、謙遜などが列挙される。修道院長への従順と謙遜だけでなく、修道士は互いに、そして出会うすべての人々に対して謙譲の態度を求められた。日常生活では、最低限の質素な暮らしに満足し、肉欲や利己を避け、暴食や怠惰を慎み、人を助けることが重視された。また、無益な話を避け、軽率に笑うことも禁じられた。特に沈黙については、「愚か者は大声で笑う」という箴言が繰り返し引用され、その重要性が強調された。そうすることで、「恐れを締め出」し、完全な神の愛を享受できるとしたのである。聖ベネディクトゥス戒律で重視された点は、修道生活においてへりくだりや貧しさを学ぶことであった。
第8章から20章では、修道士が定時に行う典礼、すなわち聖務日課の方法を定めている。ベネディクトゥスは典礼を重視し、典礼の1日のスケジュールを決め、そこで唱える詩篇を指定している。これは聖ベネディクトゥス戒律独自のものであり、のちの西欧の修道院の生活、精神、建築に大きな影響を与えた。典礼は復活祭を起点に2つの季節に分けられ、日は12等分され、時課が厳密に定められた。特に修道士の1日の聖務の始まりである夜中の暁課については、最も多くの規定が記されている。
第21章から38章では、修道院の管理・運営の具体的な方法について定めている。そこでは財産の私有を「悪徳」として禁じ、物品の支給や分配について不平があってはならないとしている。十人長、総務長(貯蔵庫係)の役割を説明し、それに適した人選を行うように求めている。他には、器具、衣服、祭具、書物、聖遺物などの出納係と院長による管理を定め、一覧表の作成を求めた。
第23章から第30章は罰を与える規定である。違反行為自体は具体的には示されず、傲慢や非服従など、何らかの点で戒律や上司に背いた場合、まずはささやかな警告が行われるとしている。それでも態度が改められない場合、修道士全員の前で叱責が行われ、それでも反省の色が見られない場合、体罰や破門が行われる。破門にも段階があり、軽い場合は共同食卓からの疎外で済むが、重い場合は聖務からの排除が実行される。最悪の場合は鞭打ちとなり、修道院から追放される。ただし、行いを改めて戻った場合はこれを受け入れるとし、これは3度まで許可された。ベネディクトゥスは単に罰を与えるのではなく、当事者が自ら罪を告白し、共同体に対して責任を持つように促しているのである。共同体の生活を重視した戒律ではあるが、一方で個人の内面性に配慮した記述もあり、柔軟な戒律であったことがわかる。
第38章から41章は食事の時間や量について定めている。一回の食事で、調理したもの2品と果実もしくは野菜、加えてパンを300グラム前後取ることを推奨している。「かなり衰弱した病人」を除いて、4本足の獣の肉は禁止された。食事の分量については、場合に応じて修道院長の裁量でこれを増やすことが認められていた。ワインも同様で、1日の選手を4分の1リットルに制限するも、院長の裁量で増やすことが可能だった。曰く、「われらの時代の修道士にワインの禁止を納得させることは無理なので、わずかな量を飲むこととしよう」。
第48章では労働について定めている。聖務日課や労働の年間スケジュールを詳細に規定した。ベネディクトゥスは「手の仕事」たる労働を重視していたが、労働それ自体を目的としていたわけではなく、あくまで修道生活の過程として重視していたに過ぎない。また読書についても言及し、知識取得のためではなく、典礼の詩篇歌唱や朗読の鍛錬のための読書を推奨した。現在の研究では、聖ベネディクトゥス戒律が定める1日の労働時間は6-7時間、読書は3時間ほどであったと見られている。ちなみに戒律自体には本の筆写や保管についての規定はないが、本は典礼や読書のために大量の所蔵が必要であった。本の作成や管理も重要な仕事だったのである。
第53章から66章では修道院外部との関わりについて定めている。66章では修道院外を歩き回ることを「霊魂のための益がない」とし、修道院が、修道生活に必要な全ての施設を備えることを定めた。第1章の宣言のとおり、聖ベネディクトゥス戒律は修道院での定住生活を大前提とした戒律だからである。
53章では来客の応対方法について定めており、巡礼者には敬意を表すことなどが示された。第54章では修道院長の許可なしに、修道士が手紙や物品を受け取ることを禁止した。
第58章と59章では新人の受け入れについて定められた。入門志願者は安易に受け入れず、5日外で待たせてから中に入れ、さらに数日宿舎で待たせ、そこから2か月の観察期間を経、計10か月ほどの修練ののち、はじめて修道院に受け入れられる。子供（15歳以下）の入門はまた別であり、親が子供の修道誓願を行い、私有財産を与えないことを誓う。中世の修道院では、多くの子供が成人まで修道院で暮らした。領主の子供が入門する際には莫大な寄進が伴い、幼少時から入門していた著名な修道院長も多い。

## 後世への影響
ベネディクトゥスがモンテ・カッシーノにて戒律を執筆したのは540年ごろの晩年である。培った指導の経験や、東西様々な教父の戒律、アントニウス以降のキリスト教修道制の歴史を参考にしつつ、修道院の規則の体系化・文書化を行ったのである。その後580年ごろにランゴバルド人によってモンテ・カッシーノは破壊されたが、「戒律」を重要視した教皇グレゴリウス1世により「戒律」は受け継がれた。
7世紀、教皇グレゴリウス1世によってブリテン島でのキリスト教布教が開始された。その際に修道院長ベネディクト・ビスコープらが「戒律」をブリテン島に持ち込んだ。「戒律」を初めて唯一かつ有効な規則だとしたのはイングランドなのである。その後修道院はイングランド文化の中心地となり、8世紀にはこれらの修道院の修道士たちが宣教師となって大陸に「戒律」を持ちこみ、布教を行った。ノーサンブリアのウィリブロードや、クレディトンのウィンフリズことボニファティウスはその代表的な人物であり、フランク王国東部地域を伝道して回った。
7世紀以降、メロヴィング朝フランク王国西部地域には多くの修道院が建てられ、それらの修道院では「戒律」も採用された。フランク人たちはローマ人への憧れから、「ローマ人修道院長ベネディクトゥスの戒律」を導入したのである。ただし、この時代においては修道院長の言葉や行動が最大の規範とされ、成文化された戒律は補助的な役割を果たしていた。また戒律は複数が併用されており、パコミウス、バシレイオス、カッシアヌス、そしてコルンバヌスの戒律などが混在して使用されていた。
7世紀末には、「戒律」とコルンバヌスの戒律の2つが特に重用されるようになった。8世紀にカロリング朝が興ると、カール大帝の下で、内容が簡単明瞭、かつ聖座との結びつきが強い「戒律」がフランク王国全域で統一的な修道院規則として採用された。カロリング朝フランク王国において、同一の慣習と戒律を厳守するベネディクト会修道士は秩序維持に必要だったからである。さらに、イングランド人修道士たちによる布教も重なり、カール大帝の下で「戒律」は支配的な修道院規則となっていった。その後、カールの息子ルイ敬虔王と「ベネディクトゥス2世」とも称されたアニアヌのベネディクトゥスによる「戒律」の遵守を全修道院に徹底させる修道院改革が行われ、ここにおいて「戒律」に基づく西ヨーロッパ修道制が確立されるに至る。ここから12世紀まで、西欧のすべての修道院で「戒律」が唯一の修道規範として採用され、それを基盤とした生活が行われた。
フランク王国はルイ敬虔王の死後分裂するが、「戒律」に基づく修道院は以前として有力者からの寄進に応じて祈祷を行っていた。10世紀に誕生したベネディクト会修道院であるクリュニー修道院は死者祈祷を強化し、その見返りの寄進で裕福となって、「戒律」から逸脱していった。11世紀のグレゴリウス改革の中で成立したシトー会は、クリュニー修道院を始めとする富裕化して堕落した修道院を批判し、「戒律」の原点に回帰することを目指した。13世紀になると、祈りより宣教や司牧を重視する修道会が現れた。聖堂参事会や騎士修道会、托鉢修道会、といった修道会は「戒律」から離れてキリストの教えを説いた。「戒律」は唯一の規則ではなくなっていった。